# Gonocalyx amplexicaulis
Gonocalyx amplexicaulis är en ljungväxtart som beskrevs av J.L. Luteyn. Gonocalyx amplexicaulis ingår i släktet Gonocalyx och familjen ljungväxter. Inga underarter finns listade i Catalogue of Life.